# 杨勉斋

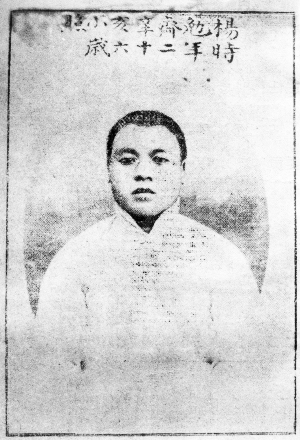

杨勉斋（1886年—1912年6月18日），原名杨源懋，别号肃孟，河南偃师人。中国民主革命家，清朝及中华民国官员。

## 生平
杨勉斋19岁时以附生中式甲辰恩科第三十七名貢士，因故未殿試，后出任法部主事。1908年加入中国同盟会，翌年任河南公学监督。辛亥武昌事后，曾任张钫组织的东征军秘书长。 1912年南北议和后回到开封，出任河南省议会议长，不久在开封病逝。